# Тончичі
45°28′ пн. ш. 15°24′ сх. д. / 45.46° пн. ш. 15.40° сх. д.
Тончичі (хорв. Tončići) — населений пункт у Хорватії, в Карловацькій жупанії у складі громади Нетретич.

## Населення
Населення за даними перепису 2011 року становило 65 осіб.
Динаміка чисельності населення поселення: